# 88 Aquarii
88 Aquarii, som är stjärnans Flamsteed-beteckning, är en ensam stjärna belägen i den södra delen av stjärnbilden Vattumannen och har även Bayer-beteckningen c2 Aquarii. Den har en skenbar magnitud på 3,68 och är väl synlig för blotta ögat vid normal seeing. Baserat på parallaxmätning inom Hipparcosuppdraget på ca 12,1 mas, beräknas den befinna sig på ett avstånd på ca 271 ljusår (ca 83 parsek) från solen. Den rör sig bort från solen med en heliocentrisk radialhastighet på ca 21 km/s.

## Egenskaper
88 Aquarii är en orange till röd jättestjärna av spektralklass K1 III, Den har, baserat på uppmätt vinkeldiameter av 3,24 ± 0,20 mas, en radie som är ca 29 gånger större än solens och utsänder från dess fotosfär ca 350 gånger mera energi än solen vid en effektiv temperatur av ca 4 400 K.